# Кабинет Кивиниеми
Кабинет Кивиниеми (фин. Kiviniemen hallitus, швед. Regeringen Kiviniemi) — 71-й кабинет министров Финляндии, который возглавляла премьер-министр Финляндии Мари Кивиниеми.
Кабинет министров был сформирован 22 июня 2010 года и закончил свои полномочия 22 июня 2011 года.

## Состав
| Министр | Министр                                                                     | Срок полномочий       | Партия | Партия   |
| ------- | --------------------------------------------------------------------------- | --------------------- | ------ | -------- |
|         | Премьер-министр Финляндии Кивиниеми, Мари                                   | 22.6.2010 — 22.6.2011 |        | Центр    |
|         | Министр финансов Финляндии и заместитель премьер-министра Катайнен, Юрки    | 22.6.2010 — 22.6.2011 |        | Кокоомус |
|         | Министр иностранных дел Финляндии Стубб, Александр                          | 22.6.2010 — 22.6.2011 |        | Кокоомус |
|         | Министр внешней торговли и развития Вяюрюнен, Пааво                         | 22.6.2010 — 22.6.2011 |        | Центр    |
|         | Министр юстиции Финляндии Бракс, Туйя                                       | 22.6.2010 — 22.6.2011 |        | Зелёные  |
|         | Министр внутренних дел Финляндии Холмлунд, Анне                             | 22.6.2010 — 22.6.2011 |        | Кокоомус |
|         | Министр по делам Европы и иммиграции Турс, Астрид                           | 22.6.2010 — 22.6.2011 |        | Швед.    |
|         | Министр обороны Финляндии Хякямиес, Юри                                     | 22.6.2010 — 22.6.2011 |        | Кокоомус |
|         | Министр государственного управления и местного самоуправления Тёлли, Тапани | 22.6.2010 — 22.6.2011 |        | Центр    |
|         | Министр образования Финляндии Вирккунен, Хенна                              | 22.6.2010 — 22.6.2011 |        | Кокоомус |
|         | Министр культуры и спорта Финляндии Валлин, Стефан                          | 22.6.2010 — 22.6.2011 |        | Швед.    |
|         | Министр сельского и лесного хозяйства Финляндии Анттила, Сиркка-Лииса       | 22.6.2010 — 22.6.2011 |        | Центр    |
|         | Министр транспорта Финляндии Вехвиляйнен, Ану                               | 22.6.2010 — 22.6.2011 |        | Центр    |
|         | Министр связи Финляндии Линден, Суви                                        | 22.6.2010 — 22.6.2011 |        | Кокоомус |
|         | Министр экономики Финляндии Пеккаринен, Маури                               | 22.6.2010 — 22.6.2011 |        | Центр    |
|         | Министр труда Финляндии Синнемяки, Анни                                     | 22.6.2010 — 22.6.2011 |        | Зелёные  |
|         | Министр социального обеспечения и здравоохранения Финляндии Рехула, Юха     | 22.6.2010 — 22.6.2011 |        | Центр    |
|         | Министр базовых услуг Финляндии Рисикко, Паула                              | 22.6.2010 — 22.6.2011 |        | Кокоомус |
|         | Министр охраны окружающей среды Финляндии Лехтомяки, Паула                  | 22.6.2010 — 22.6.2011 |        | Центр    |
|         | Министр жилищного строительства Финляндии Вапаавуори, Ян                    | 22.6.2010 — 22.6.2011 |        | Кокоомус |